# Mykolajiwka (Odessa)
Mykolajiwka (ukrainisch Миколаївка; russisch Николаевка Nikolajewka) ist ein Dorf in der ukrainischen Oblast Odessa mit etwa 1400 Einwohnern (2001).

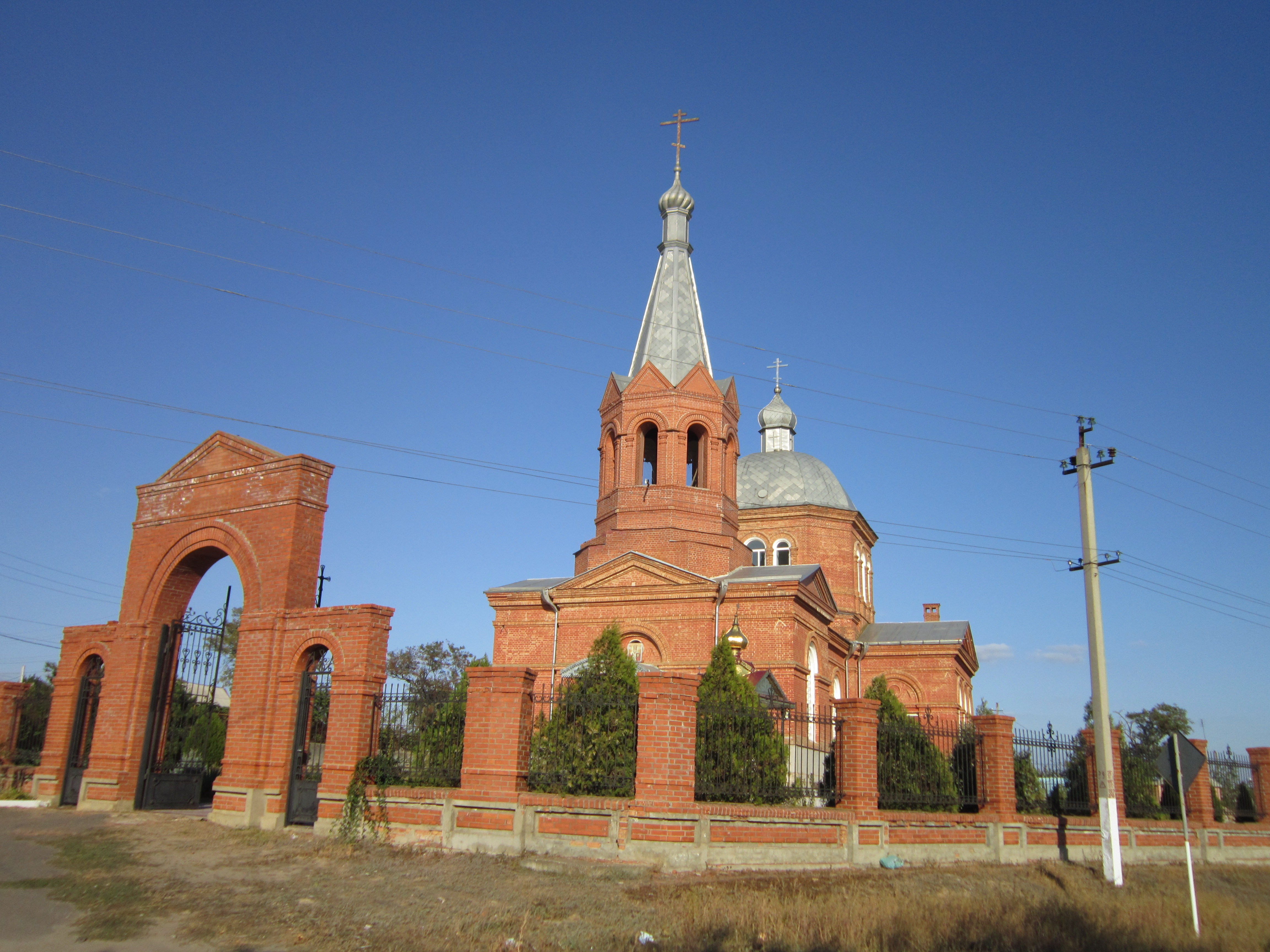
Sankt-Nikolaus-Kirche

Das 1789 gegründete Dorf hieß bis 1944 Калаглія Kalahlija. Die Gründer der Siedlung waren Leibeigene, die aus den zentralen Provinzen Russlands und der Ukraine in die Schwarzmeersteppen geflohen waren. 1870 wurde den Kosaken der Schwarzmeerarmee das heutige Gemeindegebiet zur Besiedlung überlassen, die hier ebenfalls eine Siedlung namens Kossa Welyka (Коса Велика) gründeten.
Seit 2020 gehört die Ortschaft administrativ zur Siedlungsgemeinde Owidiopol (Овідіопольська селищна територіальна громада) im Rajon Odessa.
Mykolajiwka liegt auf einer Höhe von 32 m am Übergang der Karaholska-Bucht zum Dnister-Liman etwa 40 km südwestlich vom Rajon- und Oblastzentrum Odessa. Das Dorf befindet sich an der Territorialstraße T–16–25 zwischen dem Dorf 8 km nördlich gelegenen Dorf Nadlymanske und dem 10 km südlich gelegenen Gemeindezentrum Owidiopol.